# Big Blood
Big Blood (с англ. — «Большая кровь») — американская группа, образованная в Саут-Портленде, штат Мэн, в 2006 году. Музыка группы сочетает в себе психоделический фолк, экспериментальный рок и эклектичный набор других стилей и влияний. Big Blood возникла как дуэт мужа и жены Коллин Кинселлы и Калеба Малкерина, которые ранее были коллегами по группе Cerberus Shoal. Они сформировали Big Blood вскоре после рождения дочери Куиннисы Роуз Кинселлы Малкерин, которая начала участвовать в записях группы в 2010 году и позже стала полноправным участником.
Big Blood самостоятельно выпустили большинство своих записей в уникальной упаковке ручной работы, хотя, начиная с альбома Dead Songs 2010 года, они также распространяли некоторые альбомы через независимые звукозаписывающие лейблы. Группа также сделала большую часть своей дискографии доступной для свободного прослушивания или скачивания через Free Music Archive. Big Blood считается опорой андеграундной музыкальной сцены 21-го века в Новой Англии, и они обрели международное культовое признание. Музыкальный критик Байрон Коли написал в 2017 году, что Big Blood «долгое время были одним из самых любимых странных коллективов в звуковой вселенной, вращающейся вокруг Портленда».

## Характеристики
Стиль
Big Blood считались частью движения «Новая странная Америка» или «фрик-фолк». В статье о Big Blood в The Wire отмечалось: «Независимо от того, сотрудничают ли они с друзьями и семьей или глубоко погружаются в динамику дуэта, они плетут совершенно особый тип завораживающей, эзотерической психоделии, прорывая новые каналы в фолк-языке Новой Англии». С момента своего образования в 2006 году Big Blood поддерживали весьма плодовитый график релизов пластинок. По словам Энтони Д'Амико из Brainwashed, «некоторые альбомы представляют собой тематически сфокусированные концептуальные или эстетические заявления, а некоторые — просто простые сборники хороших песен, которые отсылают к их раннему штамму аутсайдерской американы». В ранние годы группа Big Blood описывала себя не как дуэт, а как «фантомную четверку Asian Mae, Caleb Mulkerin, Rose Philistine и Colleen Kinsella, [которые] выступают только как дуэт». «Asian Mae» и «Rose Philistine» — это альтер эго, используемые Кинселлой и Малкерин соответственно.
Sun City Girls оказали значительное влияние на Big Blood, и Кинселла назвала их альбомы Torch of the Mystics и 330,003 Crossdressers From Beyond the Rig Veda особенно любимыми альбомами группы. Она назвала Диаманду Галас, Умм Кульсум, Нину Симон и PJ Harvey в качестве других артистов, чьей музыкой она восхищается. Группа записала эклектичный ряд каверов на музыку других исполнителей, включая версии песен таких артистов, как Can, Skip James, Syd Barrett, Blondie, Captain Beefheart, the Velvet Underground, Missy Elliott, Bob Seger, The Troggs и Silver Apples. Их альбом Do You Wanna Have a Skeleton Dream? 2020 года завершается дуэтным вокальным исполнением «Ave Maria» Франца Шуберта.
Певица и автор песен из Мэна Леди Лэм сказала: «Я всегда буду вдохновляться Big Blood. Они меня поражают. Коллин Кинселла была для меня главным источником вдохновения как человек, который сплетает различные виды искусства в один огромный беспорядок гениальности». Французский дуэт Natural Snow Buildings, создающий психоделическую фолк-музыку и экспериментальную музыку, выразил свою симпатию к Big Blood.

## Дискография
- Strange Maine 11.04.06 (2006) – DTTR 003
- Strange Maine 1.20.07 (2007) – DTTR 004
- Space Gallery Jan. 27, 2007 / Sahara Club Jan. 28, 2007 (2007) – DTTR 005
- Sew Your Wild Days Tour Vol. 1 (2007) – DTTR 006
- Sew Your Wild Days Tour Vol. II (2007) – DTTR 007
- The Grove (2007) – DTTR 009 / PHR-50
- Already Gone I (2009) – DTTR 013
- Already Gone II (2009) – DTTR 017
- Night Terrors in the Isle of Louis Hardin (2010) – CFE#18 / (2014 reissue) DTTR 022
- Dead Songs (2010) – TIME-LAG 051
- Operators & Things [EP] (2010) – DTTR 023
- Dark Country Magic (2010) – DTTR 027 / (2020 reissue) FTR 543, CFTUL0163
- Big Blood & the Wicked Hex (2011) – PHR-83
- Old Time Primitives (2012) – DTTR 033
- Radio Valkyrie 1905–1917 (2013) – FTR103
- Fight for Your Dinner Vol. I (2014) – DTTR 041
- Unlikely Mothers (2014) – BRR271
- Double Days I (2015) – DTTR 043
- Double Days II (2015) – DTTR 044
- The Daughters Union (2017) – DTTR 050 / FTR 459
- Operate Spaceship Earth Properly (2018) – FTR 385 / DTTR 055
- Deep Maine (2019) – DTTR 057
- Do You Wanna Have a Skeleton Dream? (2020) – FTR500
- QuaranTunes Series No. 027 (2021) – FTR634
- Fight for Your Dinner Vol. II (2021) – DTTR 058
- First Aid Kit (2023)

Совместные альбомы
- Big Blood & the Bleedin' Hearts (2008) – with the Bleedin' Hearts (Tom Kovacevic, Micah Blue Smaldone, and Kelly Nesbitt) – DTTR 011
- ́Lectric Lashes (2008) – with Visitations – LTH 707
- Micah Blue Smaldone / Big Blood (2012) – with Micah Blue Smaldone – Immune 021
- "The Seer Returns" (also featuring Jarboe and Kevin McMahon) from The Seer (2012) by Swans
- "Ain't No Hallowed Ground" / "Half-Light Blues" (2015) – split single with Human Adult Band on the A-side – ENO 040
- Ant Farm (2016) – with Elliott Schwartz – FTR241
- Big Blood & Thunder Crutch (2018) – with Thunder Crutch – DTTR 047